# Arapaçu-beija-flor
Trepa-troncos-de-foice-vermelha ou arapaçu-beija-flor (Campylorhamphus trochilirostris) é uma espécie de ave da subfamília Dendrocolaptinae.
Pode ser encontrada nos seguintes países: Argentina, Bolívia, Brasil, Colômbia, Equador, Panamá, Paraguai, Peru e Venezuela.
Os seus habitats naturais são: florestas secas tropicais ou subtropicais, florestas subtropicais ou tropicais húmidas de baixa altitude e regiões subtropicais ou tropicais húmidas de alta altitude.